# Генрі (одиниця)
Генрі (Гн, H) — одиниця вимірювання індуктивності в системі SI.
Один генрі дорівнює індуктивності електричного контуру, в якому виникає електрорушійна сила в один вольт за рівномірної зміни струму в колі зі швидкістю один ампер в секунду. Інше еквівалентне визначення: один генрі дорівнює індуктивності електричного контуру, що збуджує магнітний потік в один вебер за сили постійного струму у ньому в один ампер.
1 Гн = 1 В·с/А = 1 Вб/А = 1 м²·кг·с−2·А−2.
Одиниця названа на честь американського вченого Джозефа Генрі.